# Kranichfeld
Kranichfeld là một đô thị thuộc huyện Weimarer Land trong bang Thüringen, Đức. Đô thị này có diện tích 23,08 km², dân số thời điểm 31 tháng 12 năm 2006 là 3660 người. Đô thị này nằm bên sông Ilm, 18 km về phía đông nam Erfurt, và 16 km về phía tây nam Weimar.